# Kuusamoi repülőtér
A Kuusamoi repülőtér (IATA: KAO, ICAO: EFKS) Finnország egyik nemzetközi repülőtere, amely Kuusamo közelében található. Éves utasforgalma 117 104 fő (2022).

## Futópályák
A repülőtér futópályái:
- 12/30 (2460 m, 45 m, aszfalt)

## Forgalom
Az utasforgalom az elmúlt években az alábbi módon változott:
| Utasok száma | 90 828 | 102 877 | 97 119 | 110 972 | 94 083 | 91 759 | 73 432 | 87 752 | 114 003 | 117 104 |
|              | 1998   | 2001    | 2003   | 2006    | 2009   | 2011   | 2014   | 2017   | 2019    | 2022    |